# Mangiare!
Mangiare! (Italiaans voor "Eten!") was een radioprogramma van de NTR waarin eten en drinken centraal staan. De eerste uitzending was op 10 september 2010. Het radioprogramma werd wekelijks op vrijdagavond van 19.00 tot 20.00 uur live uitgezonden op NPO Radio 1. De vaste presentatrice is Petra Possel. 
In elke aflevering waren een of enkele culinair deskundigen te gast om te praten over hun eigen ervaringen op het gebied van de kookkunst. Verder kende het programma een paar vaste rubrieken, zoals de kookboekenrubriek en de reportage van Chris Bajema ("de man met de microfoon"). Vaste commentatoren waren onder andere wijnschrijver Nicolaas Klei en journalist Hassnae Bouazza. Een ander speciaal onderdeel was dat luisteraars ook hun eigen recepten kunnen inzenden. Als een ingezonden recept werd geselecteerd, werd dit gerecht tijdens de uitzending klaargemaakt en vervolgens door een proefpanel gekeurd. Francien Knorringa was de 'charmante assistente'.
In augustus 2022 werd bekend dat de leiding van NPO Radio 1 het programma wil beëindigen. De laatste uitzending vond plaats op 30 december 2022.

## Bekende gasten
- 3 september 2021: Claudia de Breij
- 25 december 2020: Cees Holtkamp
- 29 november 2019: Paul de Leeuw
- 13 mei 2016: Yvette van Boven en Danny Jansen
- 4 maart 2016: Sarena Solari, winnares van Heel Holland Bakt (2015)
- 22 januari 2016: Angélique Schmeinck
- 16 oktober 2015: Ronald Giphart en Mascha Lammes, echtpaar
- 18 september 2015: Janny van der Heijden